# Bezoekerscentrum De Kennemerduinen

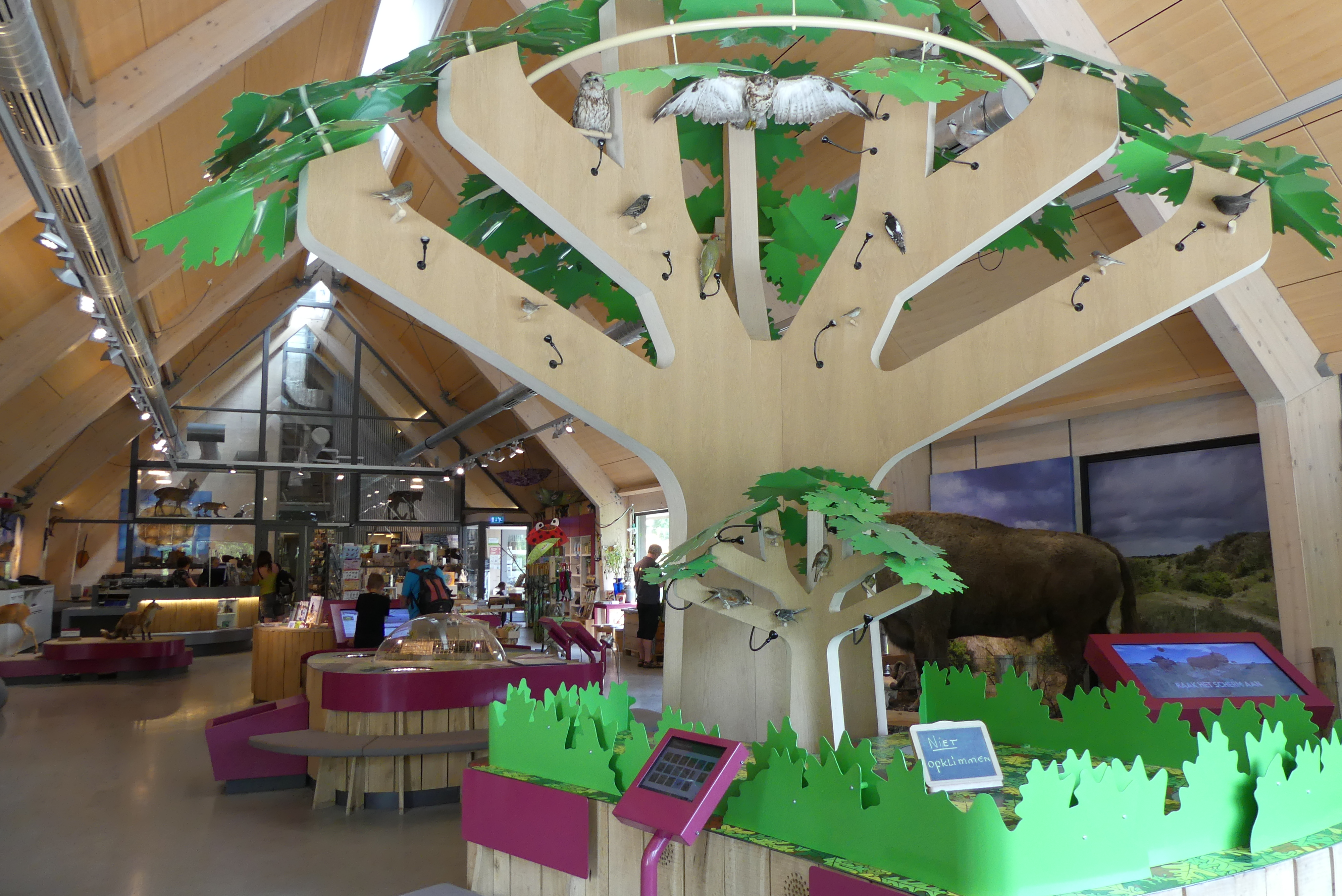
Tentoonstellingsruimte met op de achtergrond de informatiebalie en het café

Bezoekerscentrum De Kennemerduinen is het bezoekerscentrum van Nationaal Park Zuid-Kennemerland. Het bevindt zich aan de Zeeweg te Overveen bij de ingang Koevlak van het Nationaal Park. Het bezoekerscentrum wordt beheerd door de eigenaar van het gebied, drinkwaterbedrijf PWN.

## Tentoonstellingen
De vaste tentoonstelling in het bezoekerscentrum biedt informatie over dieren en planten die leven in Nationaal Park Zuid-Kennemerland en over de geschiedenis van de duinen. Daarnaast vinden er wisseltentoonstellingen plaats.
- Door de ogen van de wolf (2018)
- In het oog, in het hart (2019)
- Duinen vertellen oorlogsverhalen (2020)

## Voorzieningen
In het bezoekerscentrum zijn ook een café, winkel, vergaderruimtes, openbare toiletten en een informatiebalie gevestigd. 
Buiten bevinden zich een natuurspeeltuin, een terras en een watertappunt.
Vlak bij het bezoekerscentrum ligt 't Wed. Dit duinmeer is een veel bezochte recreatieplek.

## Huisvesting

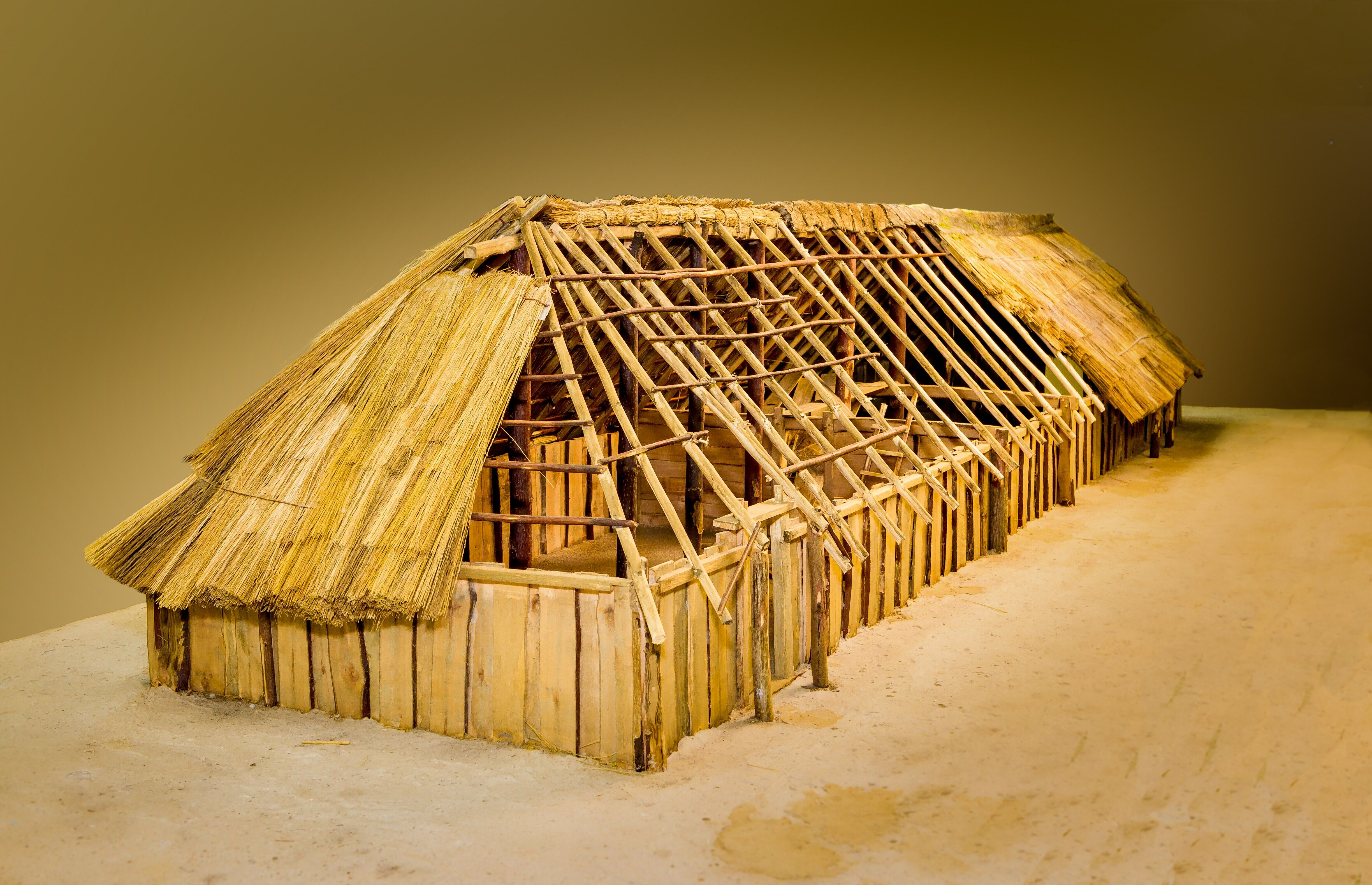
Maquette van de zesde-eeuwse boerderij die in 2005 werd gevonden in Groot Olmen

Het bezoekerscentrum is gehuisvest in een gebouw uit 2014 ontworpen door BBHD-architecten, geïnspireerd op de Merovingische duinboerderij uit de zesde eeuw waarvan de resten in 2005-2007 zijn blootgelegd in duingebied Groot Olmen, ten noorden van het Grote Vogelmeer. Archeologische vondsten die gedaan zijn bij het onderzoek naar deze boerderij zijn te bezichtigen in het Huis van Hilde te Castricum.
De constructie van het bezoekerscentrum bestaat uit gelamineerde houten spanten en een rieten dak waarin zonnepanelen zijn geïntegreerd. Het dak heeft bovenin een constructie die daglicht en ventilatielucht toelaat. De binnenruimte is opengehouden door middel van een glazen wand om de sfeer van een Merovingische boerderij te benaderen.

## Toegang
Het bezoekerscentrum bevindt zich bij ingang Koevlak van het Nationaal Park aan de Zeeweg. Het park is opengesteld tussen zonsopgang en zonsondergang. Honden zijn er niet toegestaan. Bij de ingang zijn parkeerplaatsen voor auto’s en fietsers. De buslijnen 81 en 84 stoppen bij de halte Kennemerduinen vlak bij de ingang.